# Стра
Стра (итал. Stra) је насеље у Италији у округу Венеција, региону Венето.
Према процени из 2011. у насељу је живело 6200 становника. Насеље се налази на надморској висини од 8 м.

## Становништво
Према резултатима пописа становништва 2011. у општини је живело 7.566 становника.
| 1931. | 1936. | 1951. | 1961. | 1971. | 1981. | 1991. | 2001. | 2011. |
| ----- | ----- | ----- | ----- | ----- | ----- | ----- | ----- | ----- |
| 3.951 | 3.945 | 4.793 | 5.038 | 5.540 | 6.253 | 6.710 | 7.031 | 7.566 |